# Nyctixalus spinosus
Nyctixalus spinosus är en groddjursart som först beskrevs av Taylor 1920.  Nyctixalus spinosus ingår i släktet Nyctixalus och familjen trädgrodor. IUCN kategoriserar arten globalt som sårbar. Inga underarter finns listade i Catalogue of Life.